# Кокер (Алабама)
Кокер (англ. Coker) — місто (англ. town) в США, в окрузі Таскалуса штату Алабама. Населення — 904 особи (2020).

## Географія
Кокер розташований за координатами 33°14′37″ пн. ш. 87°40′52″ зх. д. / 33.24361° пн. ш. 87.68111° зх. д. (33.243720, -87.681197). За даними Бюро перепису населення США в 2010 році місто мало площу 5,28 км², з яких 5,25 км² — суходіл та 0,02 км² — водойми.

## Демографія
Згідно з переписом 2010 року, у місті мешкало 979 осіб у 365 домогосподарствах у складі 280 родин. Густота населення становила 186 осіб/км². Було 396 помешкань (75/км²).
Расовий склад населення:
| - 95,2 % — білих - 2,0 % — чорних або афроамериканців - 0,9 % — азіатів - 0,2 % — корінних американців - 1,5 % — осіб інших рас |

До двох чи більше рас належало 0,1 %. Частка іспаномовних становила 1,8 % від усіх жителів.
За віковим діапазоном населення розподілялося таким чином: 24,9 % — особи молодші 18 років, 60,7 % — особи у віці 18—64 років, 14,4 % — особи у віці 65 років та старші. Медіана віку мешканця становила 39,4 року. На 100 осіб жіночої статі у місті припадало 101,9 чоловіків; на 100 жінок у віці від 18 років та старших — 100,8 чоловіків також старших 18 років.
Середній дохід на одне домашнє господарство становив 58 929 доларів США (медіана — 45 795), а середній дохід на одну сім'ю — 70 998 доларів (медіана — 64 063). Медіана доходів становила 45 250 доларів для чоловіків та 36 667 доларів для жінок. За межею бідності перебувало 10,0 % осіб, у тому числі 8,5 % дітей у віці до 18 років та 2,5 % осіб у віці 65 років та старших.
Цивільне працевлаштоване населення становило 333 особи. Основні галузі зайнятості: освіта, охорона здоров'я та соціальна допомога — 18,9 %, роздрібна торгівля — 15,6 %, виробництво — 12,3 %, науковці, спеціалісти, менеджери — 10,8 %.